# All-Winners Squad
The All-Winners Squad is een superheldenteam uit de strips van Marvel Comics. Het team maakte zijn debuut in All Winners Comics #19 (herfst 1946).

## Publicatiegeschiedenis
De All-Winners Squad werd bedacht door Marvels voorloper, Timely Comics, in 1946. Het team bestond toen uit Captain America en zijn helper Bucky; de originele Human Torch en diens helper Toro; Namor the Sub-Mariner; the Whizzer; en Miss America.
Hoewel het team in de Golden Age van de strips maar twee keer voorkwam in een verhaal, kreeg het grote populariteit in de Silver Age van de strips. In de jaren 60 publiceerde Marvel een tijd lang strips over de All-Star Squadron.
Het eerste verhaal van de All-Winners Squad, getiteld The Crime of the Ages, werd geschreven door Bill Finger. De zeven hoofdstukken werden getekend door onder andere Vince Alascia, Al Avison, Bob Powell, en Syd Shores.
Het tweede verhaal, Menace From the Future World, werd geschreven door Otto Binder.
In de jaren zeventig werd de achtergrond van het team een beetje veranderd. Zo werd onthuld dat het team de naoorlogse versie was van de The Invaders en Liberty Legion (twee Tweede Wereldoorlogteams bedacht door Marvel in de jaren zeventig). Ook werd onthuld dat de Captain America en Bucky van dit team niet de originele Captain America en Bucky waren, maar dubbelgangers (de originele waren volgens iedereen omgekomen in de Tweede Wereldoorlog).
Het team is niet meer actief in de strips die zich afspelen in het heden, en vermoed wordt dat in het Marvel Universum het team kort na de Tweede Wereldoorlog is opgeheven.

## Herdrukken
- All Winners Comics #19 (herfst 1946)
  - Fantasy Masterpieces #10 (Aug. 1967)
  - Timely Presents: All-Winners (ook bekend als Timely Comics Presents All Winners Comics) (Dec. 1999)
- All Winners Comics #21 (Winter 1946)
  - Marvel Super-Heroes #17-18 (Nov. 1968 & Jan. 1969)